# هينوكيو (فلم)
هينوكيو (بالإنجليزية: Hinokio)، هو فيلم ياباني درامي من الخيال العلمي ، أنتج الفيلم سنة 2005 والذي شارك فيه كل من الممثلون مازاتوشي نانكامورا وهونغو كاناتا وميكاكو تابي .

## قصة الفيلم
يصور الفيلم أن الألة هينوكيو كان ذكيا جدا في التعامل مع الأجواء المحيطة به ، من خلال التكلم واجادة الأدوات الموسيقية والمواجهة وغير ذلك ، يبدأ ظهوره في المدرسة الابتدائية بالتعرف على الطلاب ، ومن ثم تنتهي قصة هينوكيو بإصطدامه بالقطار حينما عرف الألة أنها فقدت الثقة مع أحد أصحابه .
و تقوم صديقته بمساعدته على حل مشاكله و لكنها تنتقل لان والدها توفي و ذهبت للعيش مع امها و تشاجر هينوكيو (ساتورو) قبل ذلك لكنهما يلتقيان بعد مدة في مدرسة المرحلة المتوسطة و قد تمكن ساتورو من التخلي عن هينوكيو و صار يخرج من البيت و صارت جان تتقبل كونها فتاة .

## الممثلون
- Kaoru Iwamoto - Masatoshi Nakamura
- Satoru Iwamoto - هونغو كاناتا
- Jun Kudo - ميكاكو تابه  [لغات أخرى]‏
- Eriko Akishima - ماكي هوريكيتا
- Sumire Takasaka - Ryoko Kobayashi
- Jouichi Hosono - Yuta Murakami
- Kenta Hirari - Ryo Kato
- Natsuko Fubuki - Hara Sachie
- Yuko Sakagami - Riho Makise
- Sayuri Iwamoto - ميوكو هارادا

## العرض
تم عرض الفيلم لأول مرة في الوطن العربي عبر قناة سبيس باور .

## خلفيات موسيقية
- Yui - "Tomorrow's Way"

## وصلات خارجية
- مقالات تستعمل روابط فنية بلا صلة مع ويكي بيانات
- Hinokio  في قاعدة بيانات الأفلام على الإنترنت (بالإنجليزية)